# Toyota Pixis Epoch
Toyota Pixis Epoch — автомобиль японской компании Toyota, является ребеджинговой версией Daihatsu Mira e:S. Относится к категории кей-каров.
Выпускается с мая 2012 года по настоящее время. Собирается на заводе Daihatsu Motor Kyushu Co., Ltd в городе Накацу.

## Технические характеристики
Пятидверный четырёхместный автомобиль Toyota Pixis Epoch с самого начала производства выпускается в двух кузовах: DBA-LA300A и DBA-LA310A.
Силовая установка — 3-цилиндровый 12-клапанный бензиновый двигатель фирмы Daihatsu, объёмом 658 см³. Модель двигателя KF. С самого начала выпуска и до июля 2014 года мощность двигателя составляла 52 лошадиные силы, степень сжатия 11,3. Расход топлива составлял 33,4 км/л для переднеприводных и 30,4 км/л для полноприводных автомобилей. С июля 2014 года, на автомобиль стал устанавливаться усовершенствованный двигатель KF, у которого была более высокая степень сжатия 12,2, однако снизилась мощность до 49 л.с. Это позволило снизить расход топлива и довести его до показателей 35,2 км/л и 32,2 км/л соответственно. 
Вес переднеприводного автомобиля — 730 килограмм, полноприводного — 790 кг.

## Экология
Автомобили с передним приводом оборудованы системой Eco-Idle, разработанной компанией Daihatsu. Данная система позволяет автоматически останавливать двигатель, когда скорость автомобиля становится меньше 7 км/ч.